# Sidy Sow
Cheikhe Sidy Sow (Granby, 10 giugno 1998) è un giocatore di football americano canadese che milita nel ruolo di offensive guard per i New England Patriots della National Football League (NFL).

## Carriera

### New England Patriots
Sow al college giocò a football a Eastern Michigan University, venendo inserito per due volte nella formazione ideale della Mid-American Conference. Fu scelto nel corso del quarto giro (117º assoluto) del Draft NFL 2023 dai New England Patriots. Debuttò come professionista partendo come titolare nella gara del primo turno contro i Philadelphia Eagles. La sua prima stagione si chiuse con 15 presenze, 13 delle quali come titolare.